# Partido Comunista (Marxista-Leninista) de San Marino
O Partido Comunista (Marxista-Leninista) de San Marino (em italiano, Partito Comunista (Marxista-Leninista) di San Marino) foi um partido comunista em San Marino. Este partido foi criado por dissidentes do Partido Comunista Samarinês. O partido participou das eleições parlamentares de 1969, recebendo 1,24% do total de votos, mas sem ganhar nenhum assento. O partido acabou por concorrer também no ano de 1974, recebendo 0,8% do total de votos, equivalente a 122 votos, e acabando por não ganhar nenhum assunto. O partido acabou por ser dissolvido após as eleições que concorreu em 1974.